# Eclogavena quadrimaculata
Eclogavena quadrimaculata is een slakkensoort uit de familie van de Cypraeidae. De wetenschappelijke naam van de soort werd in 1824 voor het eerst geldig gepubliceerd door John Edward Gray.

## Beschrijving
Schelpen van E. quadrimaculata kunnen een grootte bereiken van 14-36 mm. Het oppervlak van deze cilindrische schelpen kan witachtig, lichtgrijs of lichtblauw zijn, met veel kleine bruine vlekken en met twee grote, tamelijk driehoekige donkerbruine vlekken aan elk uiteinde (vandaar de algemene naam en de Latijnse soortnaam quadrimaculata). Deze schelpen zijn volledig wit of lichtgeel aan de onderkant. De tanden zijn verhoogd, niet gekleurd en verspreid over de basis tot aan de rand. Het levende dier vertoont een donkerbruine of zwarte mantel met kleine witte of roze vlekken.

## Verspreiding en leefgebied
Deze soort is aanwezig in Australië (Northern Territory, Queensland) en de Filipijnen. Deze slakken zijn vooral te vinden onder rotsen en tussen koraalpuin.